# Garenmarkt (Leiden)

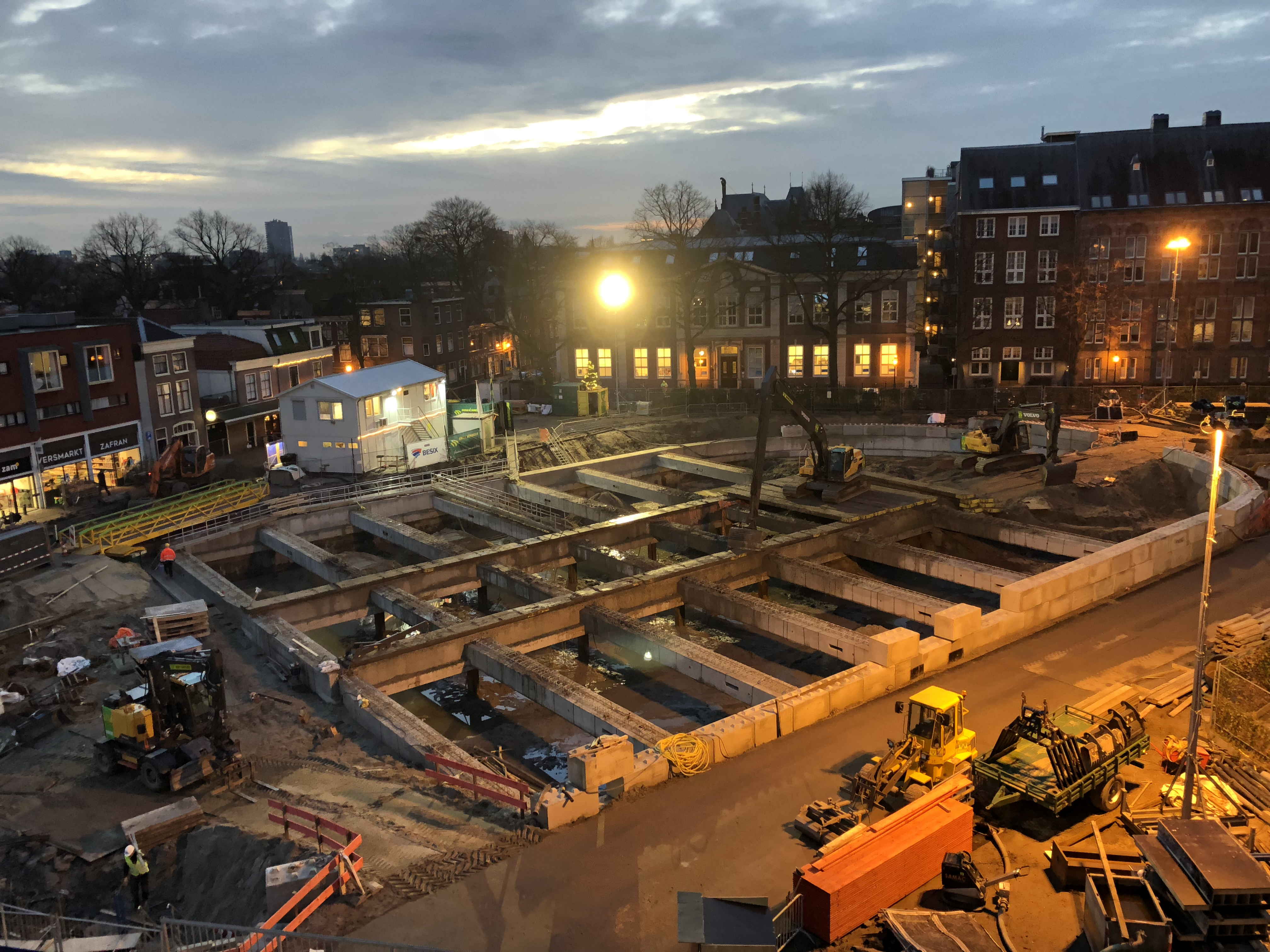
Bouw van de ondergrondse parkeergarage bij de Garenmarkt in Leiden op 19 december 2017.

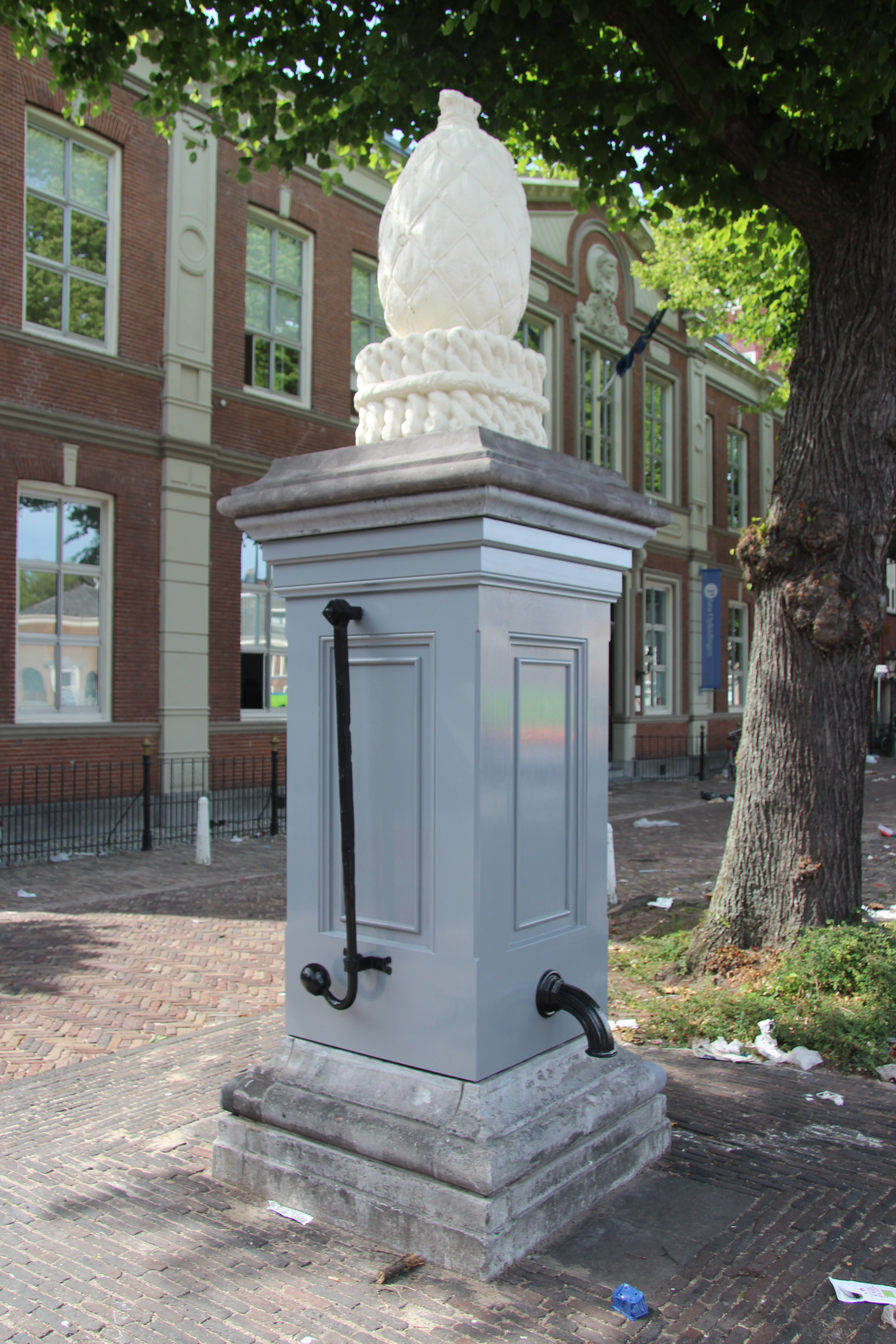
De historische pomp met de sajetklos na een opknapbeurt in 2015.

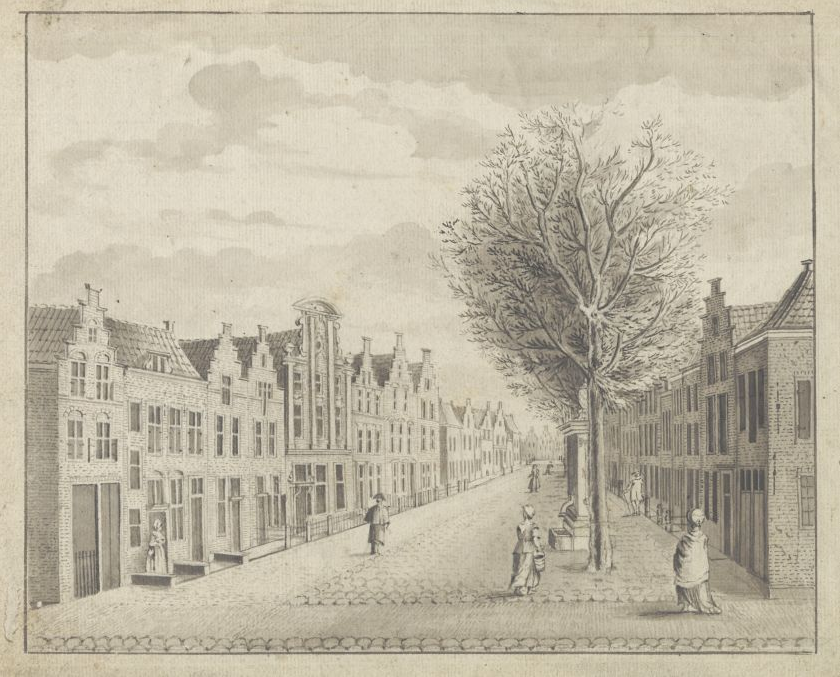
De Garenmarkt tussen Raamsteeg en Steenschuur voor de verwoesting door de buskruitramp op 12 januari 1807.

De Garenmarkt is een straat in de binnenstad van de Nederlandse stad Leiden en bevindt zich tussen Hoefstraat en Steenschuur. De gelijknamige ondergrondse parkeergarage bevindt zich onder het aanliggende Garenmarktplein, dat is ingericht als park en wordt gebruikt als evenementenplein. De Garenmarkt behoort tot het beschermd stadsgezicht van de binnenstad van Leiden: het Rijksbeschermd gezicht Leiden.

## Historie
Het gebied waar de Garenmarkt zich nu bevindt, werd ontgonnen vóór de stadsuitleg van 1386. Het behoorde tot de Pietershoeve en was oorspronkelijk in gebruik als raamland - een terrein waar lakens na het vollen op raamwerken werden opgespannen om krimp tegen te gaan - voor de lakenproductie. Vanaf 1475 tot 1969 was het gebied bebouwd. Aanvankelijk stonden er woonhuizen met kleine bedrijfjes. Omstreeks 1840 vestigde zich aan de noordoostkant van de Garenmarkt een fabriek voor wolbewerking en wolspinnerij, die enkele huizen annexeerde voor bedrijfsruimte. 
Aan de Garenmarkt bevindt zich een groot aantal rijksmonumenten, zoals de voormalige HBS voor Meisjes [de Louise de Coligny], en de woonhuizen op het gedeelte tussen Hoefstraat en Raamsteeg. 

## Garenmarktpomp
In de zuidwestelijke hoek van de Garenmarkt staat een hardstenen waterpomp die beschermd is als rijksmonument. Bovenop de pomp staat een grote zandstenen sculptuur, die verwijst naar de wolspinnerij als onderdeel van de Leidse textielindustrie. De sculptuur is een zogenaamde sajetklos, een op klossen gewikkelde saaidraad, gesponnen uit schone wol en bestemd voor het weven van saai. Sajet (saai) was, naast baai, grein, bombazijn en laken, een van de textielsoorten die in Leiden geproduceerd werden. Het was grover van structuur en goedkoper dan het befaamde, fijn geweven Leidse laken.
De pomp werd wellicht geplaatst kort nadat de garenmarkt in 1632 van de Breestraat naar deze plek verhuisde. Omstreeks deze periode verschenen in stedelijk gebied ook steeds meer publieke waterpompen omdat het grondwater en het water in de grachten vervuild was geraakt, mede door de textielnijverheid.
Het huidige Garenmarktplein was in de voorbije eeuwen steeds bebouwd. De Garenmarkt was een brede straat tussen de Steenschuur en de Hoefstraat, waardoor de pomp vrijwel in het midden van de straat stond. Het huidige plein kwam tot stand nadat in 1969 het Kort Levendaal gedempt werd en huizen en fabriekspanden aan de Garenmarkt werden gesloopt.

## Vredesmonument
In 1993 werd op de Garenmarkt tegenover de synagoge voor 100.000 gulden een vredesmonument geplaatst van kunstenaar Piet Hein Stulemeijer (1941-2009). Het was gemaakt van 140 blauwe glazen platen. Als kunstwerk werd het niet begrepen; het werd gebruikt als openbaar toilet en regelmatig vonden er vernielingen plaats. Nadat de gemeente veel kosten had gemaakt voor reparaties werd het kunstwerk in 2001 weggehaald en geschonken aan landgoed Oud Poelgeest in Oegstgeest. Vanwege perikelen rond het afgeven van een bouwvergunning is het daar (vrijwel onherstelbaar beschadigd) in onderdelen blijven liggen.

## Parkeergarage

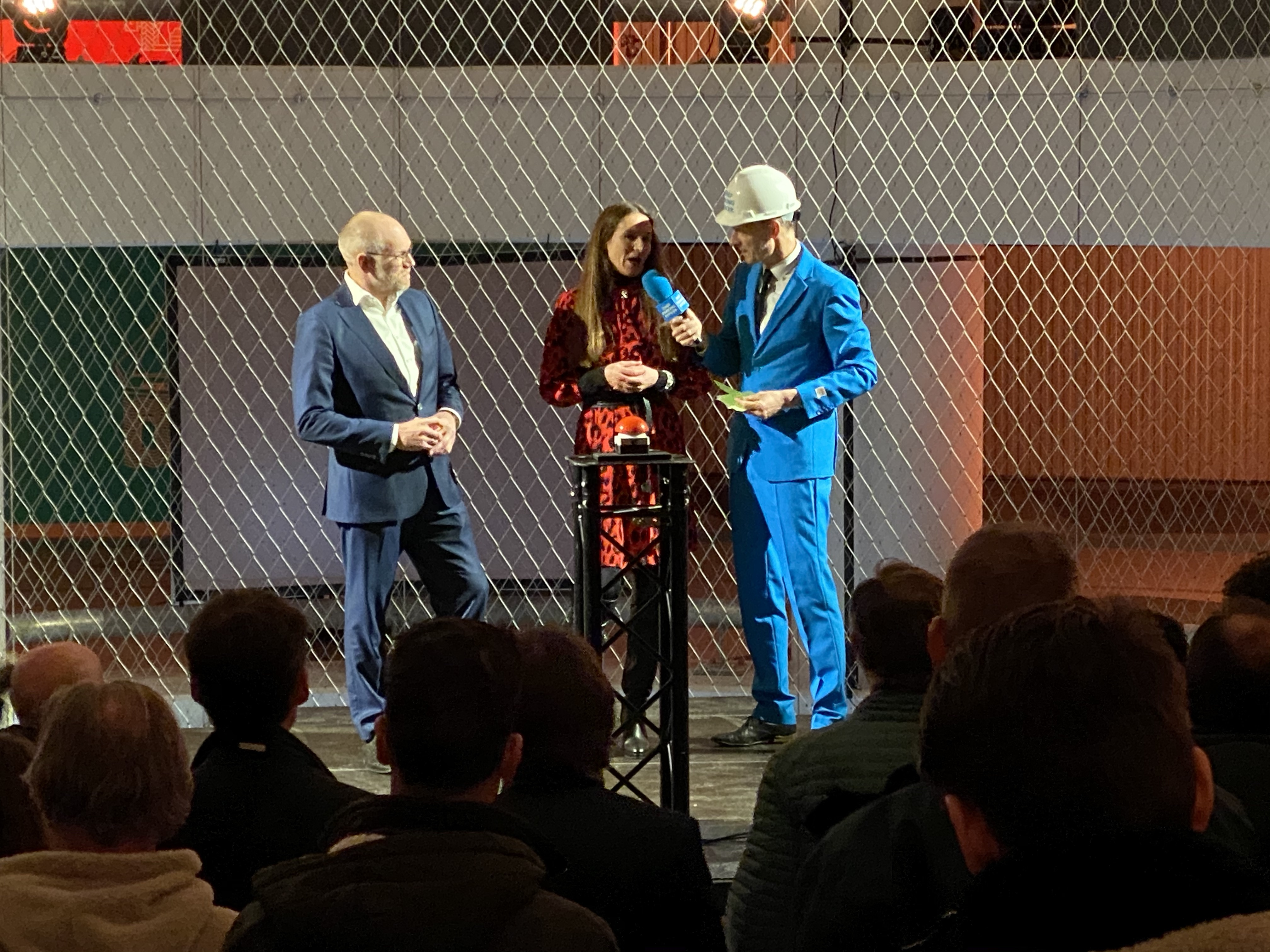
Wethouder Fleur Spijker opent op 19 februari 2020 de parkeergarage Garenmarkt in Leiden.

In 2020 opende de gemeente na een bouwtijd van ruim twee en een half jaar een parkeergarage onder het Garenmarktplein, bestaande uit vijf ondergrondse parkeerlagen met 425 parkeerplaatsen en met de in- en uitrit in de Korevaarstraat. Het bovengronds parkeren voor bezoekers verdween, maar de evenementenfunctie blijft tot de mogelijkheden behoren. Samen met de in 2017 gerealiseerde parkeergarage onder de Lammermarkt kreeg de Leidse binnenstad er bijna 1000 parkeerplaatsen bij.

## Inrichting Garenmarktplein
Het plein boven de Garenmarkt-parkeergarage kreeg een inrichting die wordt gekenmerkd door een groen plein waar ook evenementen kunnen plaatsvinden, zoals het Minikoraal, een zangmanifestatie voor schoolkinderen tijdens het 3 oktoberfeest. Het ontwerp is in nauwe samenwerking met een werkgroep van de buurtvereniging tot stand gekomen. Op 15 juni 2019 werd de starthandeling verricht voor de werkzaamheden aan de pleininrichting tijdens de Dag van de Bouw. Het Garenmarktplein werd op 15 juli 2020 in gebruik genomen door het ontsteken van de verlichting op het plein.